# Paul Broten
Paul Newell Broten (* 27. Oktober 1965 in Roseau, Minnesota) ist ein ehemaliger US-amerikanischer Eishockeyspieler, der im Verlauf seiner aktiven Karriere zwischen 1984 und 1999 unter anderem 360 Spiele für die New York Rangers, Dallas Stars und St. Louis Blues in der National Hockey League auf der Position des rechten Flügelstürmers bestritten hat. Einen weiteren Teil seiner Karriere verbrachte Broten zudem in der International Hockey League und American Hockey League, wo er ebenfalls über 300 Partien absolvierte.

## Karriere
Paul Broten begann seine Karriere als Eishockeyspieler in der Mannschaft der University of Minnesota, für die er von 1984 bis 1988 in der National Collegiate Athletic Association aktiv war. Bereits als High-School-Spieler war er zuvor im NHL Entry Draft 1984 in der vierten Runde als insgesamt 77. Spieler von den New York Rangers ausgewählt worden. Nachdem der Flügelspieler in der Saison 1988/89 ausschließlich für New Yorks Farmteam, die Denver Rangers, in der International Hockey League zum Einsatz gekommen war, spielte er von 1989 bis 1993 regelmäßig für die New York Rangers in der National Hockey League. Zudem lief er in einigen Spielen für deren weitere Farmteams, die Flint Spirits aus der IHL und die Binghamton Rangers aus der American Hockey League, auf. 
Am 3. Oktober 1993 wurde Broten im NHL Waiver Draft von den Dallas Stars ausgewählt, für die er in den folgenden beiden Jahren in der NHL aktiv war. Anschließend wurde er am 2. Oktober 1994 im Tausch gegen Guy Carbonneau an die St. Louis Blues abgegeben. Im NHL-Kader der Mannschaft aus Missouri konnte er sich jedoch nicht durchsetzen, sodass er überwiegend für deren AHL-Farmteam Worcester IceCats auflief. Von 1996 bis 1998 spielte er je ein Jahr lang in der International Hockey League für die Fort Wayne Komets und Cincinnati Cyclones. Zuletzt ging er nach Europa, wo er in der Saison 1998/99 in 50 Spielen 23 Scorerpunkte, davon acht Tore, für die Berlin Capitals in der Deutschen Eishockey Liga erzielte.

### International
Für die USA nahm Broten an der Qualifikation zur Weltmeisterschaft 1999 teil. In drei Spielen blieb er dabei punktlos und erhielt zwei Strafminuten.

## Karrierestatistik

### International
Vertrat die USA bei:
- Qualifikation zur Weltmeisterschaft 1999

(Legende zur Spielerstatistik: Sp oder GP = absolvierte Spiele; T oder G = erzielte Tore; V oder A = erzielte Assists; Pkt oder Pts = erzielte Scorerpunkte; SM oder PIM = erhaltene Strafminuten; +/− = Plus/Minus-Bilanz; PP = erzielte Überzahltore; SH = erzielte Unterzahltore; GW = erzielte Siegtore; 1 Play-downs/Relegation; Kursiv: Statistik nicht vollständig)

## Familie
Seine Brüder Aaron und Neal waren ebenfalls professionelle Eishockeyspieler und spielten beide ebenfalls in der NHL. Darüber hinaus gelang auch seinem Neffen Shane Gersich der Sprung in die höchste Liga Nordamerikas.